# Glisne
Glisne – wieś w Polsce, położona w województwie małopolskim, w powiecie limanowskim, w gminie Mszana Dolna.
W latach 1975–1998 miejscowość administracyjnie należała do województwa nowosądeckiego.

## Położenie
Miejscowość znajduje się w Beskidzie Wyspowym, przy drodze z Mszany Dolnej (5 km) do Tenczyna, w rejonie przełęczy Glisne (634 m), oraz na obydwu stokach tej przełęczy. Zabudowania i pola uprawne Glisnego znajdują się na zboczach Lubonia Wielkiego (1022 m) i Szczebla (976 m). Część zamieszkana wsi znajduje się na wysokości około  540–650 m n.p.m. Glisne jest najmniejszą miejscowością w gminie.

## Integralne części wsi
| SIMC    | Nazwa     | Rodzaj         |
| ------- | --------- | -------------- |
| 0450619 | Biedaki   | część wsi      |
| 0450625 | Kiece     | część wsi      |
| 0450631 | Kołbony   | część wsi      |
| 0450648 | Krupy     | część wsi      |
| 0450654 | Liszki    | przysiółek wsi |
| 0450660 | Michalaki | część wsi      |
| 0450677 | Rydzonie  | część wsi      |
| 0450683 | Tatki     | część wsi      |
| 0450690 | Uchryny   | część wsi      |

## Turystyka

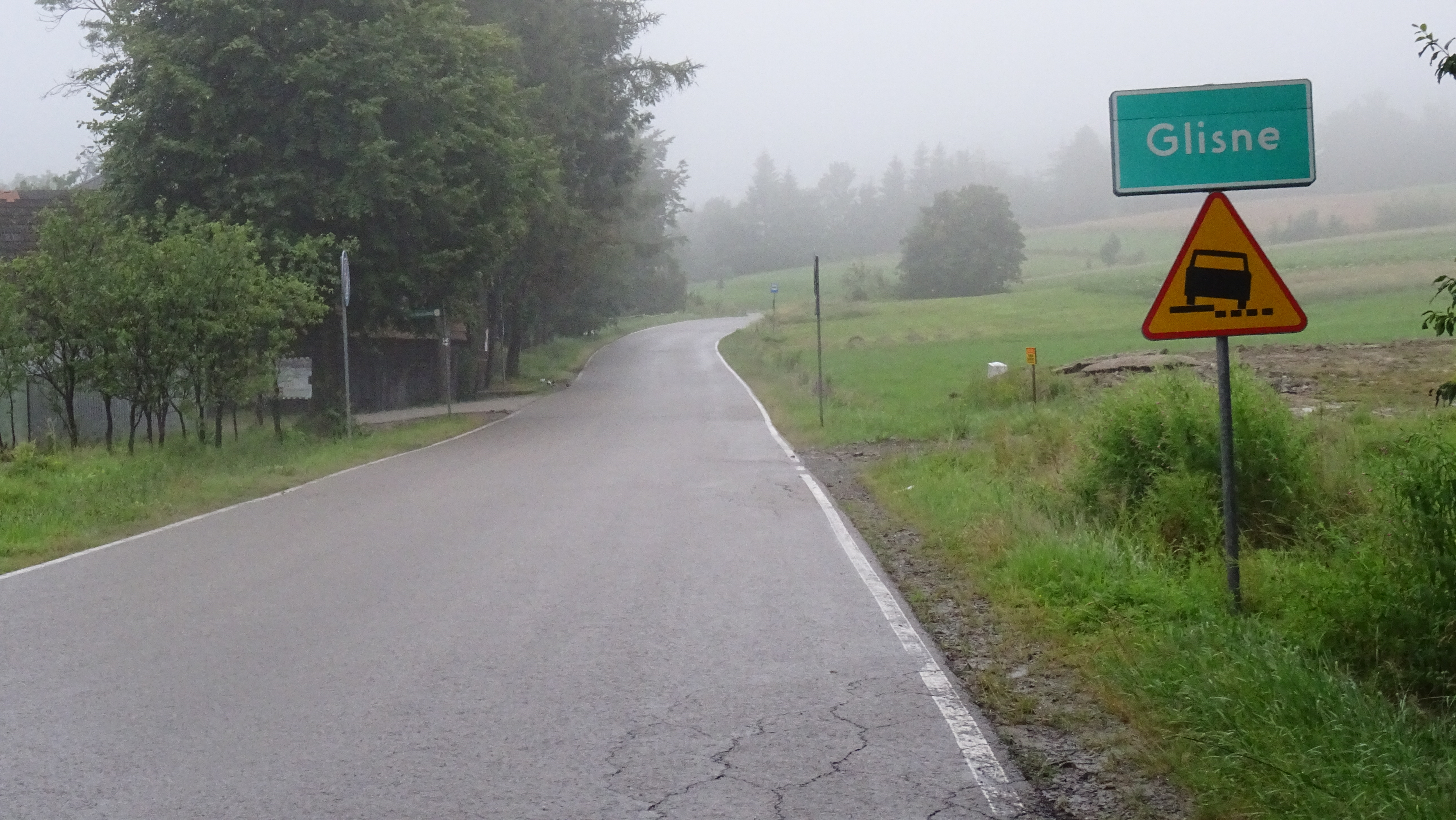
Wjazd do Glisnego od strony Tenczyna.

Atrakcyjne położenie decyduje o dużych walorach turystycznych i wypoczynkowych Glisnego. Przez miejscowość przechodzą dwa szlaki turystyczne:
 – czerwony z Mszany Dolnej przez Przełęcz Glisne na szczyt Lubonia Wielkiego.
 – zielony ze Szczebla przez Przełęcz Glisne i Luboń Wielki do Raby Niżnej

## Religia

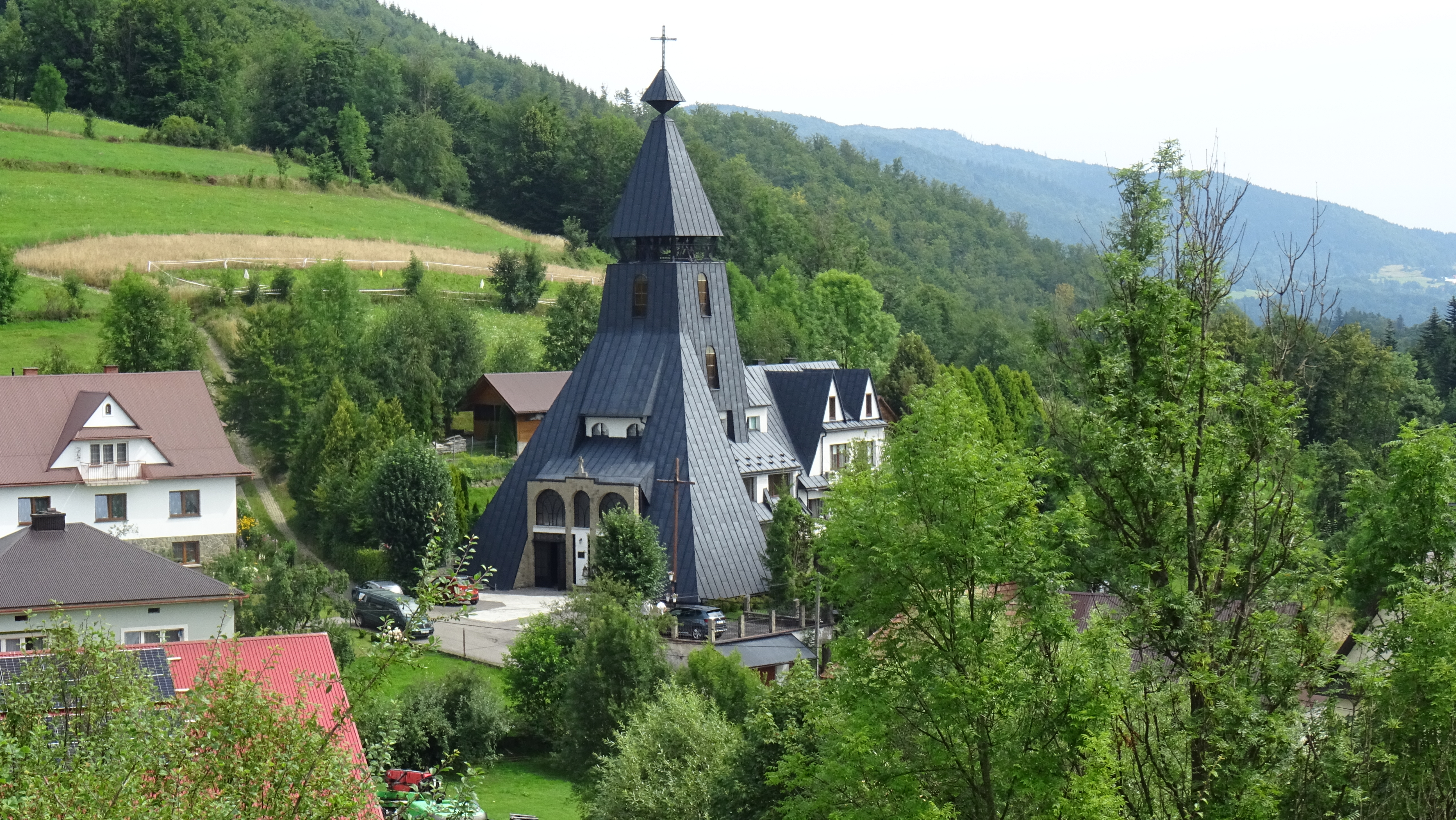
kościół w Glisnem

Od 2006 roku w Glisnym funkcjonuje rektorat na prawach parafii. Funkcję kościoła parafialnego spełnia kościół pw. Najświętszego Serca Jezusowego.

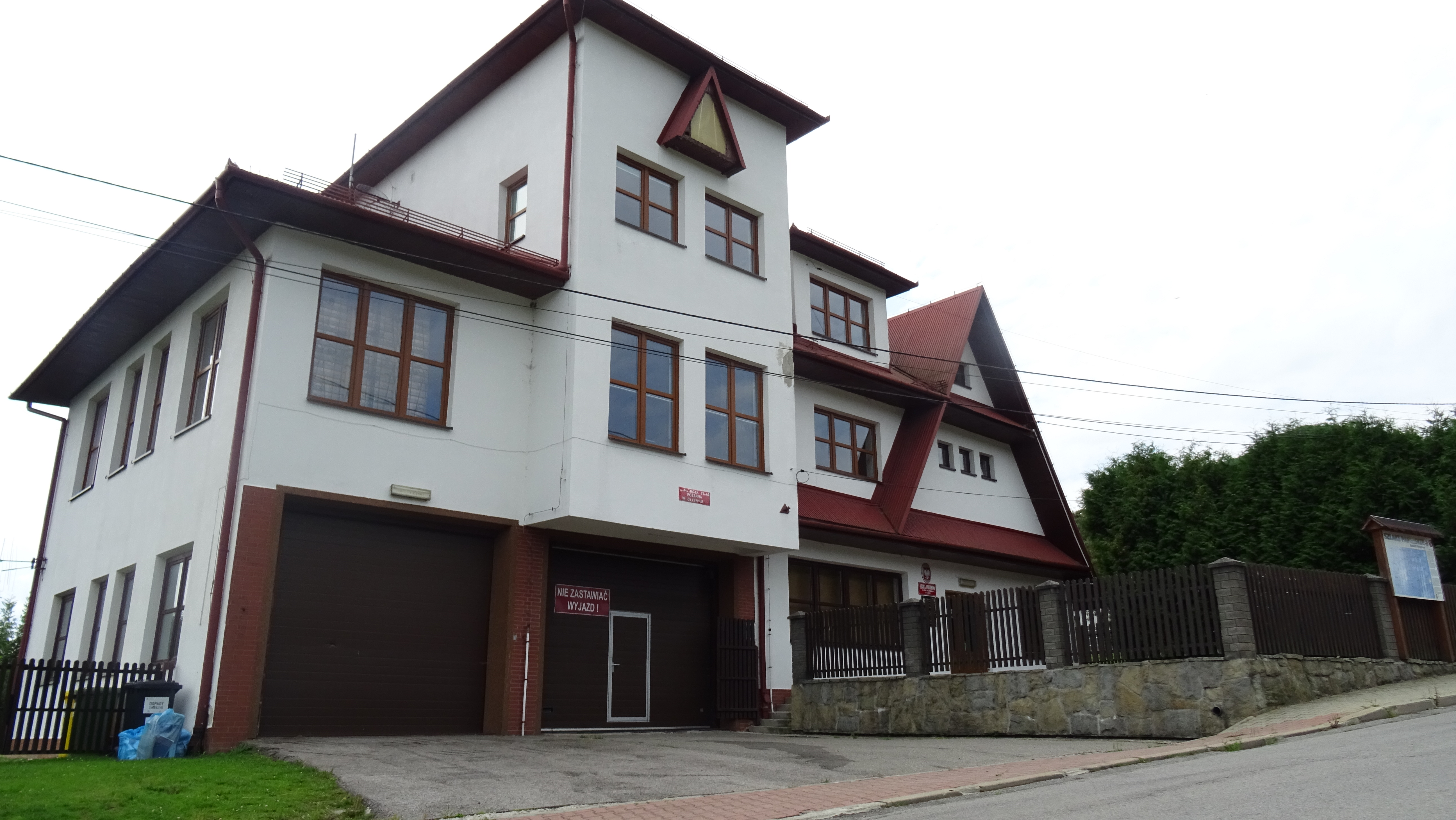
Budynek szkoły i jednostki OSP Glisne